# Élections générales espagnoles de 1903
Les élections générales de 1903 sont les élections à Cortès tenues en Espagne le dimanche 26 avril 1903, au suffrage universel masculin. Il s'agit des 10es élections sous l’égide de la Constitution de 1876, les 11es de la Restauration et les premières du règne effectif d'Alphonse XIII (qui commence le 17 mai 1902).
Comme lors de toutes les élections de la Restauration, elles donnent la majorité au parti nouvellement nommé au gouvernement, en l'occurrence le Parti libéral -conservateur — le « Parti conservateur » du système de la Restauration —, gouvernement présidé par Francisco Silvela. Le résultat était en effet en grande partie déterminé à l'avance (« encasillado ») grâce à la fraude électorale systématique réalisée via le réseau de caciques déployé sur tout le territoire. En effet, dans le régime politique de la Restauration, les gouvernements changeaient avant les élections et non après, comme c'est normalement le cas dans un régime parlementaire,,.

## Résultats au Congrès des députés
Le taux de participation est inconnu. Les données étaient fréquemment manipulées au bénéfice du gouvernement, qui obtient une claire majorité avec 219 sièges.
| Parti                | Leader               | Pourcentage | Sièges |
| Conservateurs        | Francisco Silvela    | 54.34 %     | 219    |
| Libéraux             | Eugenio Montero Ríos | 25.80 %     | 104    |
| Union républicaine   | Nicolás Salmerón     | 7.44 %      | 30     |
| Autres, indépendants |                      | 12.40 %     | 50     |
| -------------------- | -------------------- | ----------- | ------ |